# Ys (série)
Ys (イース, Īsu, AFI: [iːsɯ], /ˈiːs/) é uma série de jogos de ação e role-playing game desenvolvida pela Nihon Falcom.
Cada jogo, é uma aventura de Adol Christin, o protagonista, em uma região do mundo do jogo. A exceção é Ys Origin, que acontece 700 anos antes do início do jogo.
A série é conhecida pelo combate dinâmico, especialmente chefes desafiadores, e também pela grande trilha sonora.

## Jogos
- Ys I: Ancient Ys Vanished (computadores; 1987)
- Ys II: Ancient Ys Vanished – The Final Chapter (computadores; 1988)
- Ys III: Wanderers from Ys (computadores, TurboGrafx-16, Sega Genesis, SNES, PlayStation 2; 1989)
- Ys IV: Mask of the Sun / Ys IV: The Dawn of Ys (SNES, PC Engine, PlayStation 2; 1993)
- Ys V: Kefin, The Lost City of Sand (SNES, PlayStation 2; 1995)(nenhuma versão foi lançada fora do Japão)
- Ys VI: The Ark of Napishtim (PlayStation 2, PSP; 2003)
- Ys Seven (PSP; 2009)
- Ys Origin (PS Vita, PlayStation 4; PC (Steam); 2006)
- Ys: The Oath in Felghana (PC (Steam), PSP; 2005)(remake moderno de Ys III)
- Ys: Memories of Celceta (PS Vita; 2012)(remake moderno de Ys IV) a versão de (PC (Steam) saiu em 2018.)
- Ys VIII: Lacrimosa of DANA (PS Vita, PlayStation 4; 2016) a versão de (PC (Steam) e Nintendo Switch saiu em 2018.)
- Ys I & II é uma compilação que contém os dois primeiros jogos da série, que são diretamente compilados. A compilação foi relançada muitas vezes para diversas plataformas, incluindo PSP, PC e DS.
- Ys X: Nordics (PlayStation 4, PlayStation 5, Nintendo Switch; 2023) a versão de (PC (Steam) saiu em 2024.)